# Huhtasaari (ö i Birkaland, Södra Birkaland)
Huhtasaari är en ö i Finland. Den ligger i sjön Mallasvesi och i kommunen Valkeakoski i den ekonomiska regionen  Södra Birkaland och landskapet Birkaland, i den södra delen av landet, 130 km norr om huvudstaden Helsingfors. Öns area är 11,1 hektar och dess största längd är 0,6 kilometer i nord-sydlig riktning.